# 785 TCN
785 TCN là một năm trong lịch La Mã.